# Eteone cinerea
Eteone cinerea är en ringmaskart som beskrevs av Webster och Benedict 1884. Eteone cinerea ingår i släktet Eteone och familjen Phyllodocidae. Inga underarter finns listade i Catalogue of Life.